# Labour Economics
Labour Economics ist die sechs Mal jährlich erscheinende  wissenschaftliche Fachzeitschrift der European Association of Labour Economists. Schwerpunkt des Journals liegt auf Beiträgen zu Arbeitsökonomik. Es werden außerdem Konferenzbände von den jährlichen Mitgliederversammlungen sowie den Welt-Konferenzen veröffentlicht. Labour Economics wird seit 1993 vom niederländischen Verlagshaus Elsevier verlegt.

## Redaktion
Die Redaktion wird von Arthur van Soest als Chefin vom Dienst geleitet. Sie wird von den elf Ko-Redakteuren Manuela Angelucci, Carlos Carrillo-Tudela, Thomas Dohmen, Bernd Fitzenberger, Albrecht Glitz, Luca Flabbi, Lena Hensvik, Wilbert van der Klaauw, Peter Rupert, Michele Pellizzari, und Conny Wunsch unterstützt. Zusätzlich gibt es noch eine große Anzahl assoziierter Redakteure.

## Labour-Economics-Preis
Mit dem Labour-Economics-Preis (Labour Economics Prize) wird seit 2002 jährlich das beste in Labour Economics im Vorjahr veröffentlichte Papier geehrt. Bis 2014 wurde der Preis nur zweijährlich vergeben; der Begutachtungszeitraum entsprach dementsprechend auch zwei Jahre.

## Rezeption
Combes und Linnemer sortieren das Journal mit Rang 70 von 600 wirtschaftswissenschaftlichen Zeitschriften in die drittbeste Kategorie A ein.